# Sergej Mašera
Sergej Mašera (Gorica, 11. svibnja 1912. – Boka kotorska, 17. travnja 1941.) bio je poručnik bojnog broda Kraljevske jugoslavenske ratne mornarice, koji je za Travanjskog rata zajedno sa svojim kolegom Milanom Spasićem potopio razarač Zagreb da ne padne u ruke talijanskoj mornarici i pritom zajedno sa Spasićem poginuo.

## Životopis
Nakon završetka Prvog svjetskog rata, njegova obitelj je zbog političkih razloga pobjegla iz Italije i nastanila se isprva u Koruškoj te potom u Ljubljani, tu je završio osnovnu i srednju školu. Nakon toga upisao se u VII klasu Pomorske vojne akademije, koja je tada bila u Dubrovniku i trajala tri godine. Po završetku Akademije - 1932. stekao je čin poručnika korvete.
U trenutku izbijanja kratkotrajnog Travanjskog rata 1941. godine Mašera je bio poručnik bojnog broda II. klase na razaraču Zagreb, stacioniranom u Dobroti (Boka kotorska), prvi časnik zadužen za brodsko topništvo. 
Razarač Zagreb je uz razarače Beograd i Dubrovnik bio tada najmoderniji brod tadašnje jugoslavenske mornarice, te je stoga bio cilj zračnog napada pet talijanskih bombardera već 6. travnja, ali kako je napad izvršen s velike visine - nije pretrpio nikakva oštećenja. Talijanski zrakoplovi, bombardirali su Boku i 13. travnja, ali ni tad nisu oštetili Zagreb. No već 15. travnja demoralizirana i razbijena vojska Kraljevine Jugoslavije zatražila je primirje, te je posadama brodova stacioniranim u Boki kotorskoj naloženo da ne otvaraju vatru na osovinske snage, te da brodove i opremu mirno predaju osovinskim snagama. Dapače naređeno im je da ništa ne uništavaju. Veći dio mornara iskrcan je na kopno, a 17. travnja u Boku kotorsku počele su ulaziti talijanske snage, tad je i preostalim članovima posade razarača Zagreb (oko 14 h)  naređeno da napuste brod.
No Mašera je zajedno sa svojim školskim kolegom poručnikom Spasićem odlučio da brod nikako ne preda Talijanima i odbio je naredbu svog prepostavljenog zapovjednika kapetana bojnog broda Nikole Krizomalija da se ukrca u čamac i ostao je na brodu. Oni su ga nešto kasnije minirali običnim štapinima i potopili, ali uz najveću moguću žrtvu - vlastiti život. 
Nakon dvije eksplozije - razarač Zagreb teško oštećen potonuo je na plitko dno. Tijelo Sergeja Mašere nije pronađeno (za razliku od Milana Spasića), ali je i on sahranjen 19. travnja 1941. na mornaričkom groblju u Savini pokraj Herceg Novog, na posljednji ispraćaj došli su brojni stanovnici, ali i odred talijanske vojske, - koji su bili impresionirani herojstvom Sergeja Mašere i Milana Spasića te su ih ispratili uz uobičajene vojne počasti. 24. travnja, sedam dana poslije eksplozije - pronađen je u moru samo torzo Mašere.

## Mašera i Spasić nakon smrti
Njihovo žrtvovanje, taj iz današnje perspektive pomalo romantičarski čin, nalik na antičke junake poput Leonide, mladih jugoslavenskih časnika, izazvao je i veliku pozornost britanskih tiskanih medija - koji su puno pisali o tom činu. Britanci su već 1942. u krugu svojih vojarni na Malti podigli spomen-ploču posvećenu Mašeri i Spasiću.Britanski publicist David Divine, je u svojoj knjizi “Navies in Exile“ (London : John Murray, 1944.) posebno istakao podvig Spasića i Mašere. 
Oni i njihov čin su već za Drugog svjetskog rata divinizirani ali gotovo isključivo po Zapadnoj Europi. 
U FNR Jugoslaviji o tom činu se prvih poratnih godina - uopće nije ništa govorilo, pisalo (a ni znalo) - oni se valjda nisu uklapali u ideološki obrazac da su jedino komunisti imali ispravnu koncepciju i dovoljno patriotizma da pruže otpor okupatorima. Spasić i Mašera se valjda nisu uklapali u taj kalup - jer kako objasniti da su časnici kraljevske vojske (kralj Petar II. je upravo tih godina optuživan za kolaboraciju s okupatorima preko četnika) bili u stanju napraviti takav čin. O njima se počelo pistati tek 1960-ih nakon demokratizacije zemlje nakon Privredne reforme 1965. Francuzi su snimili 1968. igrani film 
Flammes sur l'Adriatique (Plamen nad Jadranom), posvećen tom događaju po scenariju Meše Selimovića u režiji Alexandra Astruca i Stjepana Čikeša.

Na valu tih procesa su proglašeni narodnim herojima SFR Jugoslavije ukazom predsjednika Tita 10. rujna 1973. godine, povodom 30 obljetnice osnutka JRM.
Nakon toga Spasić i Mašera dobili su po neku ulicu u većim jugoslavenskim gradovima, u novozagrebačkom naselju Siget do 1990-ih postojala je ulica Mašerin prilaz, a u Tivtu im je podignut spomenik u gradskom parku. Od 1967. Pomorski muzej u Piranu nosi ime Sergej Mašera, a to je ime nosila i vojarna na Muzilu u kojoj su mnoge generacije pripadnika JRM prolazile temeljnu obuku.
Danas se po njihovim imenima zove hostel i đački dom pored Kotora.

## Unutarnje poveznice
- Milan Spasić
- Razarač Zagreb

## Vanjske poveznice
- Biografija Mašere na portalu Narodni heroji Jugoslavije
- Spasić i Mašera - put ka besmrtnosti, na portalu Brodovi.net  Arhivirana inačica izvorne stranice od 14. prosinca 2009. (Wayback Machine)